# Allen Whitty
Allen Whitty (Martley, 5 mei 1862 - Aldermaston, 22 juli 1949) was een Brits schutter.

## Carrière
Whitty won in 1924 met het Britse team olympisch goud op de onderdeel lopend hert lopend hert dubbelschot.

### Olympische Zomerspelen
| Jaar | Plaats | Resultaten                                                                    |
| ---- | ------ | ----------------------------------------------------------------------------- |
| 1924 | Parijs | 18e lopend hert dubbelschot team mannen · lopend hert dubbelschot team mannen |